# 本杰明-小野方程
本杰明-小野方程（Benjamin-Ono equation）是一个非线性偏微分方程：.
{\displaystyle u_{tt}+\alpha *(u^{2})_{xx}-\beta *u_{xxxx}=0}

## 解析解
{\displaystyle u(x,t)=(1/2)*(-_{C}3^{2}+4*\beta *_{C}2^{4})/_{C}2^{2}+6*\beta *_{C}2^{2}*csch(_{C}1+_{C}2*x+_{C}3*t)^{2}}
{\displaystyle u(x,t)=(1/2)*(-_{C}3^{2}+4*\beta *_{C}2^{4})/_{C}2^{2}-6*\beta *_{C}2^{2}*sech(_{C}1+_{C}2*x+_{C}3*t)^{2}}
{\displaystyle u(x,t)=-(1/2)*(4*\beta *_{C}2^{4}+_{C}3^{2})/_{C}2^{2}+6*\beta *_{C}2^{2}*csc(_{C}1+_{C}2*x+_{C}3*t)^{2}}
{\displaystyle u(x,t)=-(1/2)*(4*\beta *_{C}2^{4}+_{C}3^{2})/_{C}2^{2}+6*\beta *_{C}2^{2}*sec(_{C}1+_{C}2*x+_{C}3*t)^{2}}
{\displaystyle u(x,t)=(1/2)*(8*\beta *_{C}2^{4}-_{C}3^{2})/_{C}2^{2}+6*b\eta *_{C}2^{2}*cot(_{C}1+_{C}2*x+_{C}3*t)^{2}}
{\displaystyle u(x,t)=(1/2)*(8*\beta *_{C}2^{4}-_{C}3^{2})/_{C}2^{2}+6*b\eta *_{C}2^{2}*tan(_{C}1+_{C}2*x+_{C}3*t)^{2}}
{\displaystyle u(x,t)=-(1/2)*(8*\beta *_{C}2^{4}+_{C}3^{2})/_{C}2^{2}+6*\beta *_{C}2^{2}*coth(_{C}1+_{C}2*x+_{C}3*t)^{2}}
{\displaystyle u(x,t)=-(1/2)*(8*\beta *_{C}2^{4}+_{C}3^{2})/_{C}2^{2}+6*\beta *_{C}2^{2}*tanh(_{C}1+_{C}2*x+_{C}3*t)^{2}}
{\displaystyle u(x,t)=-(1/2)*(-8*\beta *_{C}3^{4}+4*\beta *_{C}3^{4}*_{C}1^{2}+_{C}4^{2})/_{C}3^{2}+(-6*\beta *_{C}3^{2}+6*\beta *_{C}3^{2}*_{C}1^{2})*JacobiND(_{C}2+_{C}3*x+_{C}4*t,_{C}1)^{2}}
{\displaystyle u(x,t)=-(1/2)*(-8*\beta *_{C}3^{4}+4*\beta *_{C}3^{4}*_{C}1^{2}+_{C}4^{2})/_{C}3^{2}-6*\beta *_{C}3^{2}*JacobiDN(_{C}2+_{C}3*x+_{C}4*t,_{C}1)^{2}}
{\displaystyle u(x,t)=(1/2)*(-4*\beta *_{C}3^{4}+8*\beta *_{C}3^{4}*_{C}1^{2}-_{C}4^{2})/_{C}3^{2}+(6*\beta *_{C}3^{2}-6*\beta *_{C}3^{2}*_{C}1^{2})*JacobiNC(_{C}2+_{C}3*x+_{C}4*t,_{C}1)^{2}}
{\displaystyle u(x,t)=-(1/2)*(4*\beta *_{C}3^{4}*_{C}1^{2}+_{C}4^{2}+4*\beta *_{C}3^{4})/_{C}3^{2}+6*\beta *_{C}3^{2}*_{C}1^{2}*JacobiSN(_{C}2+_{C}3*x+_{C}4*t,_{C}1)^{2}}
{\displaystyle u(x,t)=(1/2)*(-4*\beta *_{C}3^{4}+8*\beta *_{C}3^{4}*_{C}1^{2}-_{C}4^{2})/_{C}3^{2}-6*\beta *_{C}3^{2}*_{C}1^{2}*JacobiCN(_{C}2+_{C}3*x+_{C}4*t,_{C}1)^{2}}
{\displaystyle }
{\displaystyle }

## 行波图
|  |  |  |  |

|  |  |  |  |  |